# Grevillea crassifolia
Grevillea crassifolia là một loài thực vật có hoa trong họ Quắn hoa. Loài này được Domin miêu tả khoa học đầu tiên năm 1923.